# لوسيا هاريس
لوسيا هاريس (بالإنجليزية: Lusia Harris) مواليد 10 فبراير 1955 في مسيسيبي، هي لاعبة كرة سلة أمريكية معتزلة تحولت إلى التدريب بعد الاعتزال. تم اختيارها من قبل فريق يوتا جاز خلال الدرافت. بلغ طولها 6 قدم 3 بوصة (1.9 م). شاركت في دورة الألعاب الأولمبية الصيفية سنة 1976. حققت المركز الأول في دورة الألعاب الأمريكية 1975. دخلت قاعة نايسميث التذكارية لمشاهير كرة السلة.

## الميداليات
| الميدالية | المسابقة                       |
| --------- | ------------------------------ |
| ذهبية     | دورة الألعاب الأمريكية 1975    |
| فضية      | الألعاب الأولمبية الصيفية 1976 |

## روابط خارجية
- لوسيا هاريس على موقع الاتحاد الدولي لكرة السلة (الإنجليزية)
- لوسيا هاريس على موقع سبورتس رفرنس (الإنجليزية)
- لوسيا هاريس على موقع كلية كرة السلة في سبورتس رفرنس.كوم (الإنجليزية)
- لوسيا هاريس على موقع ريلجم (الإنجليزية)
- لوسيا هاريس على موقع قاعة مشاهير كرة السلة للسيدات (الإنجليزية)
- لوسيا هاريس على موقع سبورتس رفرنس (الإنجليزية)
- لوسيا هاريس على موقع أوليمبيديا (الإنجليزية)